# Domélia
Domélia é um distrito do município brasileiro de Agudos, no interior do estado de São Paulo.

## História

### Origem
Domélia tem sua origem com o período de plantio de algodão na região, após o declínio do antigo distrito de Tupá (São João de São Domingos) devido a queda da cafeicultura.
O nome do distrito é uma homenagem à dona Amélia Augusto Ferreira, proprietária da fazenda Brasópolis, que doou uma área de oito alqueires de terra para a formação do patrimônio de Boa Vista, com a capela e as primeiras casas de tábua construídas em 1924.

### Formação administrativa
- Distrito de Santa Cruz da Boa Vista criado pelo Decreto nº 6.789 de 23/10/1934, com sede no povoado de Boa Vista e com território desmembrado do antigo distrito de Tupá (São João de São Domingos)[5].
- Distrito policial criado em 13/12/1934[6].
- Decreto n° 9.775 de 30/11/1938 - altera a denominação para Dona Amélia[7].
- Decreto-Lei n° 14.334 de 30/11/1944 - altera a denominação para Domélia[8].

## Geografia

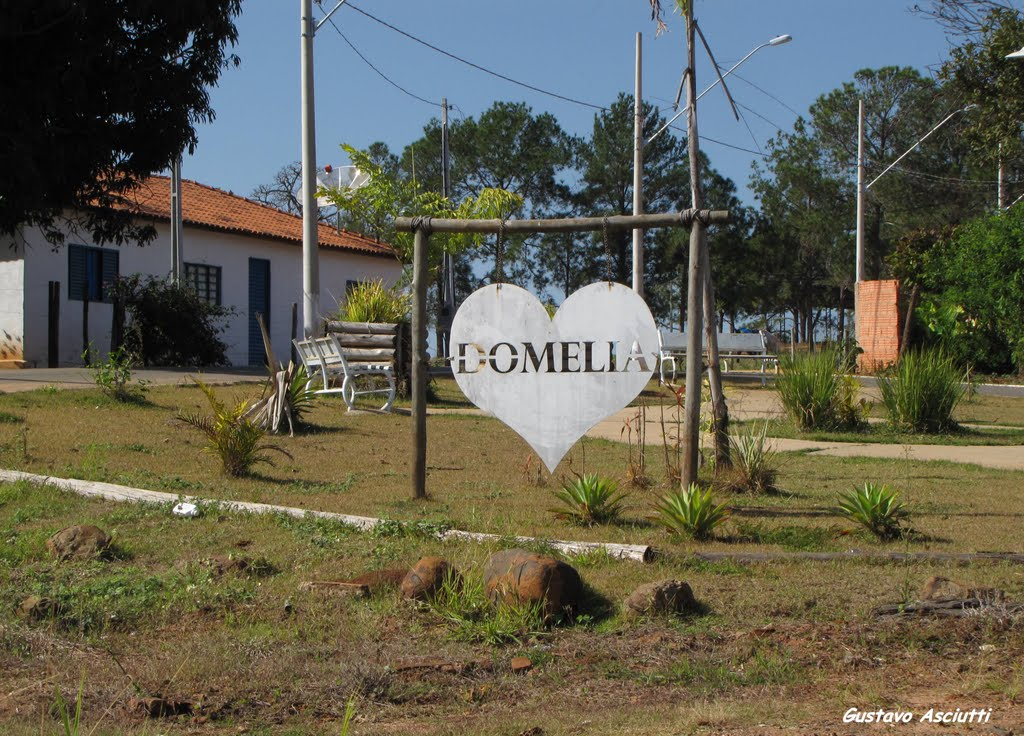
Entrada de Domélia.

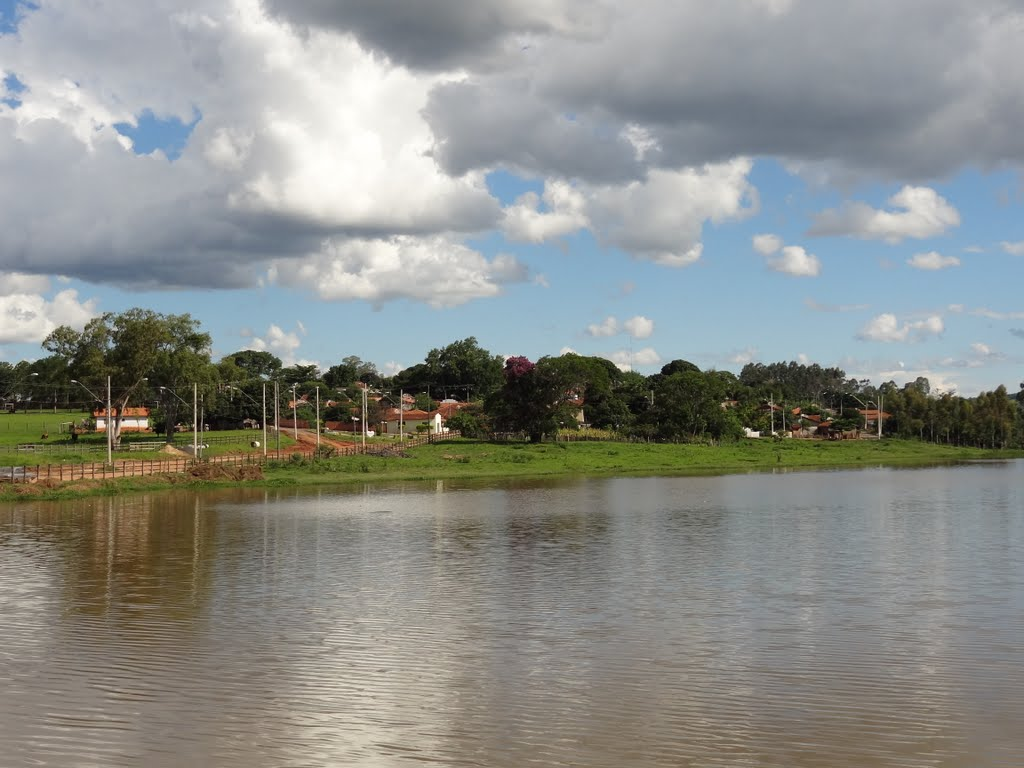
Lago e vista de Domélia.

### Localização
Domélia localiza-se a aproximadamente 308 km da capital.

### Demografia

#### População urbana
| Crescimento população urbana | Crescimento população urbana | Crescimento população urbana | Crescimento população urbana |
| Censo                        | Pop.                         |                              | %±                           |
| ---------------------------- | ---------------------------- | ---------------------------- | ---------------------------- |
| 1934                         | 266                          |                              |                              |
| 1940                         | 597                          |                              | 124,4%                       |
| 1950                         | 563                          |                              | −5,7%                        |
| 1960                         | 406                          |                              | −27,9%                       |
| 1970                         | 388                          |                              | −4,4%                        |
| 1980                         | 384                          |                              | −1,0%                        |
| 1991                         | 403                          |                              | 4,9%                         |
| 2000                         | 515                          |                              | 27,8%                        |
| 2010                         | 534                          |                              | 3,7%                         |
| Fonte: IBGE e Fundação SEADE |                              |                              |                              |

#### População total
Pelo Censo 2010 (IBGE) a população total do distrito era de 1 200 habitantes.

### Área territorial
A área territorial do distrito é de 379,795 km².

### Rodovias
O principal acesso a Domélia é a estrada vicinal que liga o distrito à Rodovia Castelo Branco (SP-280) e à Rodovia Eng. João Baptista Cabral Rennó (SP-225). O distrito tem outra ligação por estrada de terra (SP-273), com extensão de cerca de 50 quilômetros, que vai ao município de Agudos.

## Serviços públicos

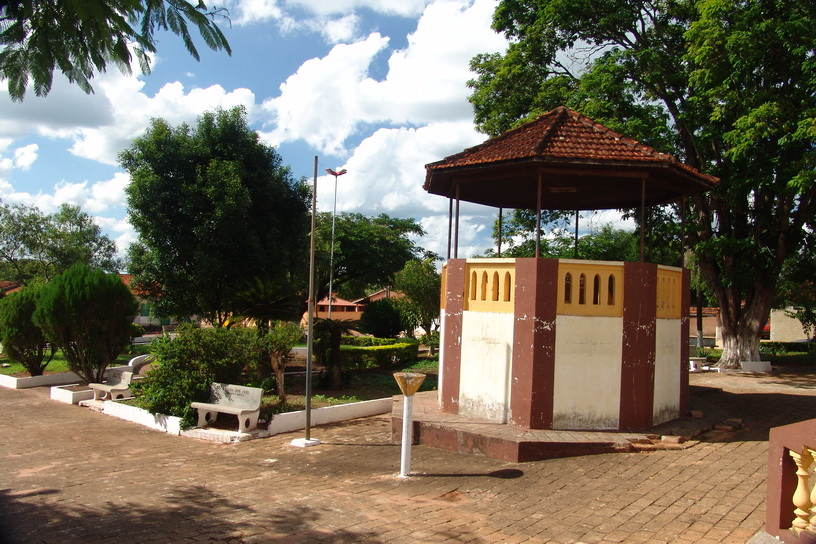
Praça.

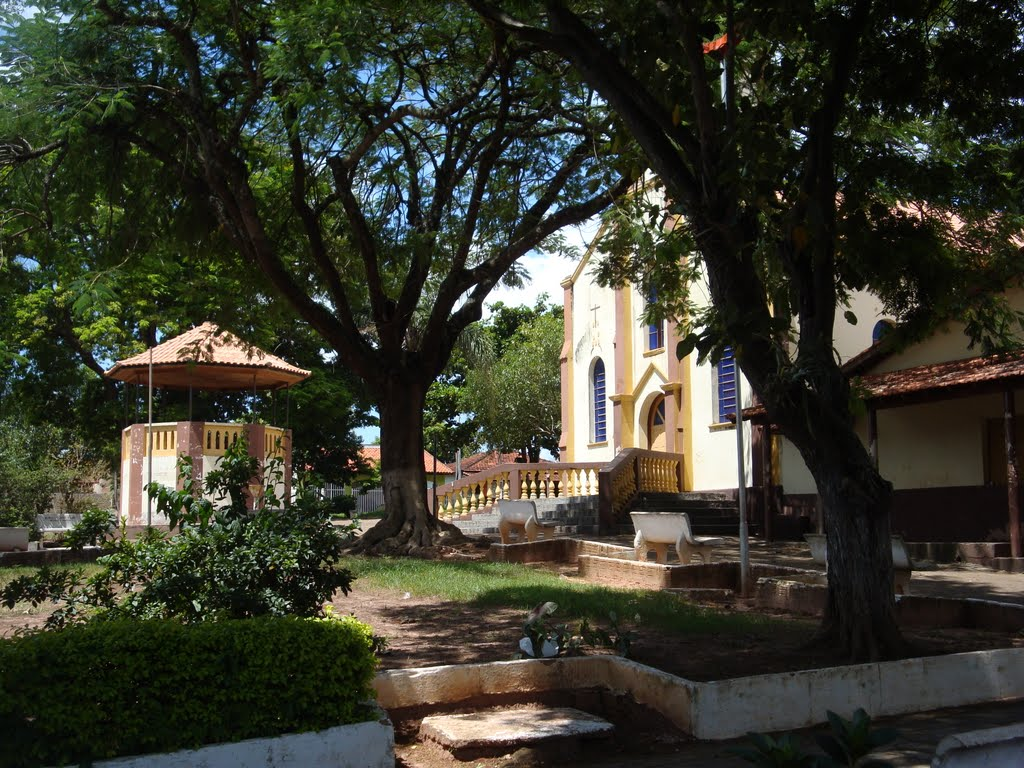
Praça.

### Administração
- Subprefeitura de Domélia[4].

### Registro civil
Atualmente é feito no próprio distrito, pois o Cartório de Registro Civil das Pessoas Naturais ainda continua ativo. Os primeiros registros dos eventos vitais realizados neste cartório são:
- Nascimento: 27/12/1934
- Casamento: 20/01/1935
- Óbito: 12/01/1935

### Saneamento
O serviço de abastecimento de água é feito pela Companhia de Saneamento Básico do Estado de São Paulo (SABESP).

### Energia
A responsável pelo abastecimento de energia elétrica é a CPFL Paulista, distribuidora do grupo CPFL Energia.

### Telecomunicações
O distrito era atendido pela Telecomunicações de São Paulo (TELESP) através da central telefônica de Espírito Santo do Turvo. Em 1998 esta empresa foi vendida para a Telefônica, que em 2012 adotou a marca Vivo para suas operações.

## Religião

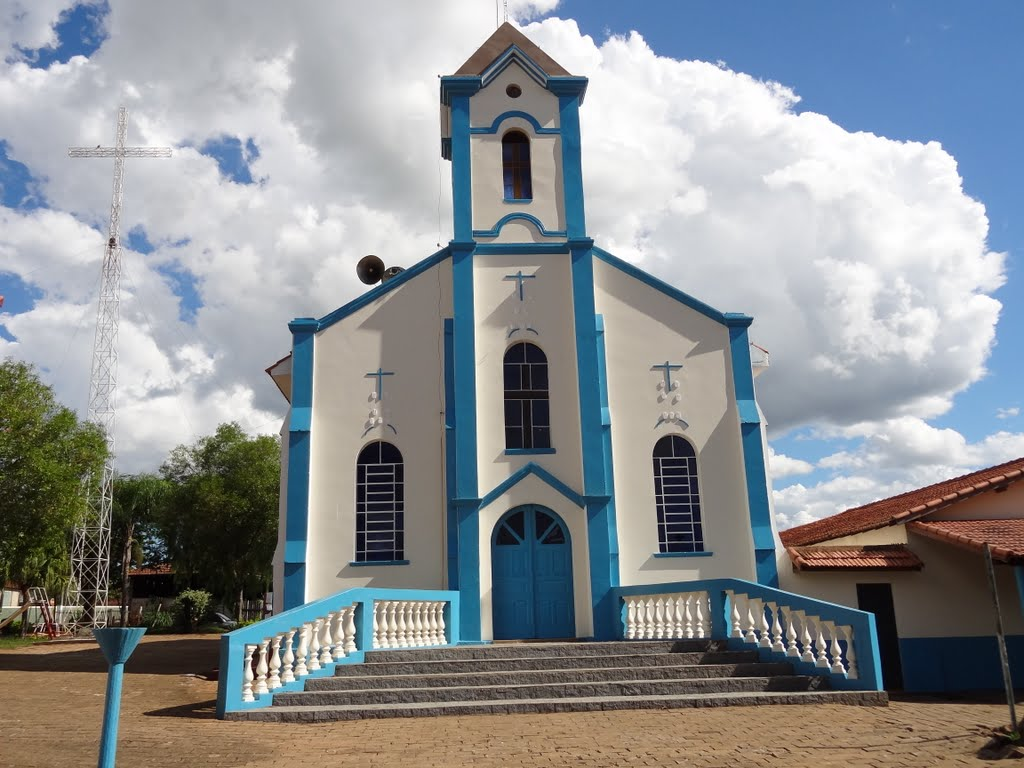
Igreja.

O Cristianismo se faz presente no distrito da seguinte forma:

### Igreja Católica
- A igreja faz parte da Diocese de Bauru[22].

### Igrejas Evangélicas
- Congregação Cristã no Brasil[23].